# Nicolas Petrovitch Linevitch
Nicolas Petrovitch Linevitch ou Liniévitch (en russe : Николай Петрович Линевич), né le 24 décembre 1838 (5 janvier 1839 dans le calendrier grégorien) à Tchernigov et mort le 10 avril 1908 (23 avril dans le calendrier grégorien) à Saint-Pétersbourg, est un général de l'armée impériale russe qui participa notamment à la guerre russo-turque de 1877-1878 et à la guerre russo-japonaise de 1904-1905.

## Biographie
- En 1855, il fut nommé Junker.
- Il participa à la guerre russo-turque dans les Balkans, en 1877-1878.
- En 1895, il fut nommé commandant des forces armées du sud de l'Oussourie.
- En 1900, il fut nommé commandant du 1er corps d'armée de Sibérie.
- En 1900-1901, il participa à la lutte contre la révolte des Boxers en Chine, dans la région de Pékin.
- En 1903, il fut nommé général d'infanterie et gouverneur militaire de la région du Priamour, en Extrême-Orient russe.
- En 1904, jusqu'à l'arrivée du général Kouropatkine, il commanda par intérim l'Armée de Mandchourie. D'octobre 1904 à mars 1905, il fut à la tête de la 2de Armée de Mandchourie qui fut battue à la bataille de Moukden par les Japonais, à la fin de la guerre russo-japonaise.

## Après Moukden
Le 3 mars 1905, il prit la place du général Kouropatkine qui avait été relevé de son commandement. Aucune bataille décisive n'allait alors renverser le cours des choses. Les Japonais, épuisés par leurs combats victorieux à terre, n'attaquaient plus depuis la prise de Moukden ; les Russes - inorganisés et exsangues - étaient repliés au nord. 
Linevitch n'osa jamais lancer de nouvelles attaques.
Après la signature de la paix de Portsmouth, mettant fin au conflit, Linevitch procéda à l'évacuation de ses troupes et demeura en Mandchourie. Il dut faire face à des grèves et des troubles révolutionnaires menés par les ouvriers russes du chemin de fer de Mandchourie.
En février 1906, il fut relevé de ses fonctions, après que des enquêtes furent menées contre lui. Accusé d'avoir été incapable de faire face à la situation, il se justifia dans des Mémoires qui furent publiés en émigration, en 1925.